# Лесь Мартович
Ле́сь Марто́вич (Олекса Семенович Мартович, 12 лютого 1871, Торговиця  — 11 січня 1916, Зубейки) — український письменник, правник і громадський діяч, доктор права.

## Життєпис

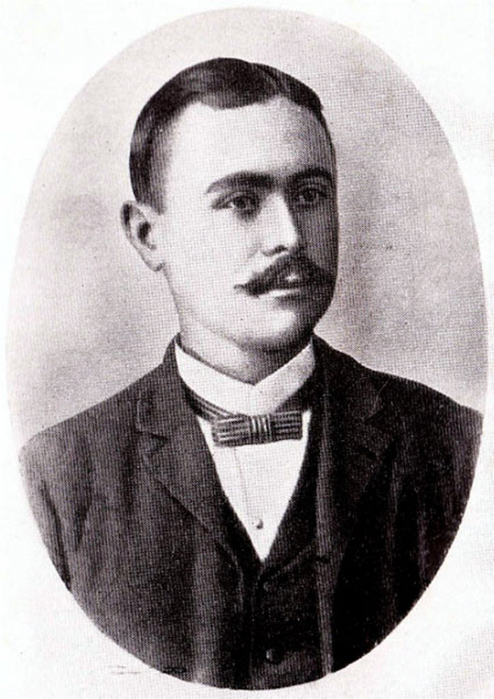
Лесь Мартович

Народився 12 лютого 1871 в селі Торговиця Городенківського повіту у родині сільського писаря. Батько самотужки навчився грамоти, що допомогло йому піднятися з наймита до писаря, стати «взором порядного, непідкупного громадянина», авторитетним серед односельчан. Мав 15 моргів поля, гарну хату, пасіку і сад. За спогадами Василя Стефаника, родина Мартовичів належала до давнього рабинського єврейського роду, останній представник якого (дід письменника) прийняв християнство і був вигнаний з єврейської громади (кагалу).
Після закінчення сільської школи у 1882 році вступив до Коломийської гімназії з польською мовою навчання, де познайомився зі своїми майбутніми товаришами Василем Стефаником та Марком Черемшиною. У 1889 році опублікував свій перший твір — оповідання «Не-читальник». У 1890 році звільнений з ґімназії в Коломиї і змушений був закінчувати навчання в ґімназії імені Франца Йозефа у Дрогобичі.
У червні 1892 закінчує ґімназію (зокрема, переклав уривок поеми Тита Лівія різними мовами) і записується на юридичний факультет Чернівецького університету. Закінчив навчання лише через 17 років (1909), оскільки батько не мав змоги утримувати сина в університеті, і тому Мартовичу доводилося розраховувати тільки на себе. 1895-го успішно склав екзамен і отримав право працювати помічником адвоката. Займався громадськими справами: працював у нелегальному гуртку, члени якого проводили серед селян культурно-освітню роботу; збирав і вивчав фольклорні матеріали; видавав свою літографовану газету «Збірка»; засновував по селах читальні тощо. У той же час він був редактором львівської газети «Хлібороб» (1893), одержуючи мізерну платню — 30 гульденів, а в 1897—1898 роках став редактором «Громадського голосу», який до того редагував Іван Франко. Був членом Української Радикальної Партії.
1898-го перебрався до Львова, також перевівся, хоч і з проблемами, на навчання до Львівського університету. В цей час розпочався етап інтенсивної творчості, його твори стали систематично друкувати у львівських газетах і часописах. Працював у Львові, Дрогобичі, Городку і Стрию.
Починаючи з 1905 року, важко хворів. Його навістив одного разу І. Франко. Після закінчення екстерном навчання у Львівському університеті 1909-го отримав диплом адвоката і відкрив власну невелику адвокатську контору. У 1910 році після погіршення стану здоров'я, не маючи можливості виконувати свої професійні обов'язки, припинив адвокатську практику, яка й до цього не приносила значних прибутків.
З 1911 жив у селі Зарубани (тепер Яворівського району на Львівщині) у свого товариша І. Кунціва. Співпрацював з кількома львівськими періодичними виданнями. У 1914 році здобув науковий ступінь доктора права Львівського університету.
Однак стан здоров'я з кожним днем погіршувався. Помер 11 січня 1916 у селі Погарисько (Жовківського району Львівської області), похований у сусідньому селі Монастирок.

## Літературна творчість
Лесь Мартович — автор 27 оповідань.
Свої новели з селянського життя Лесь Мартович писав покутською говіркою української мови.
Писати Лесь Мартович почав ще в гімназії. Перше оповідання «Нечитальник» було написане в 1888 р. й опубліковане наступного року. Мартович — письменник сучасного йому села, тематично дуже близький до Василя Стефаника та Марка Черемшини. Входив до так званої «Покутської трійці». Його герої — селяни з найвіддаленіших сіл Західної України. У своїй творчості письменник відходить від народницьких канонів; він нерідко розвиває глибокі соціально-економічні корені класової нерівності на селі («Мужицька смерть»). Мартович змальовував односельчан, глибоко люблячи їх. Виразна риса його художнього стилю — поєднання трагічного з комічним, гумор, який часом переходить у гостру сатиру. Особливо вдалися Мартовичу образи селян у жартівливій повісті «Забобон» (1911).

## Твори
- Корпус літературних творів Леся МАРТОВИЧА [Архівовано 14 лютого 2016 у Wayback Machine.]

- Лумера
- Іван Рило
- Винайдений рукопис про руський край
- Мужицька смерть
- За топливо
- За межу
- Ось поси моє
- Зле діло
- Стрибожий дарунок
- Відміна
- Гарбата
- Грішниця
- Хитрий Панько
- Квіт на п'ятку
- Війт
- Смертельна справа
- Булка
- Прощальний вечір
- Народна ноша
- Забобон

## Видання
Перші видання Леся Мартовича побачили світ за сприяння його друзів та прихильників. Вже пізніші свої збірки він редагував та публікував самотужки чи при частковій підтримці видавців. Значного всплеску чи фурору ці видання не привносили, хіба що в колі поціновувачів отримали належну увагу. До того ж, Лесь Мартович, як автор, маючи чимало друзів в різних тогочасних тижневиках й альманахах, їм на догоду, практикував анонсовані публікації (кілька оповідок в різних виданнях) перед друком повноцінної збірки-книжки.
Загалом, за життя автора, світ побачило лише 5 книжок-збірок Леся Мартовича:
- Не-читальник — Чернівці, 1889[3];
- Не-читальник — Львів, 1900;
- Хитрий Панько і інші оповідання — Львів, 1903;
- Стрибожий дарунок і інші оповідання — Львів, 1905;
- Війт. Смертельна справа — Львів, 1907;

Посмертні видання Леся Мартовича були малочисельними, давалися взнаки тогочасні протирічливі часи, коли українське суспільство опинилося, кількаразово, на роздоріжжі свого розвитку.
- Забобон. Повість — Львів, 1917; Київ, 1926;
- Лесь Мартович. Твори (в 3-х томах) — Краків, 1943;

В радянську епоху публікація творчості Мартовича отримала новий поштовх (через ідейно-соціальну призму). Водночас, редактори частково видозмінювали тексти, йдучи на догоду новітнім цензорам (вилучаючи чималі шматки текстів, змінюючи слова та зміст в ідейну площину). Незважаючи на численні корекції, саме масштабність передруків покутського автора, знову спонукала говорити про нього, як одного з яскравих представників літератури України.
- «Вибрані твори». К., 1949;
- «Избранные произведения». М., 1951;
- «Твори». К., 1957, 1963, 1976;
- «За межу». К., 1968;
- «Вибрані твори». Ужгород, 1976.

## Вшанування
На честь Леся Мартовича:
- збудовано літературно-меморіальний музей в селі Торговиця.
- встановлено памятник біля літературно-меморіального музею в селі Торговиця.
- названа вулиця у Львові, Чернівцях, Городенці, Дрогобичі, Калуші, Глушкові, Городку та в багатьох інших містах та селах західної України.
- у будинку, в якому жив Лесь Мартович в селі Зубейки, наразі міститься школа та бібліотека, на якій встановлена меморіальна дошка.
- в Україні проводиться літературний конкурс його імені.

## Галерея

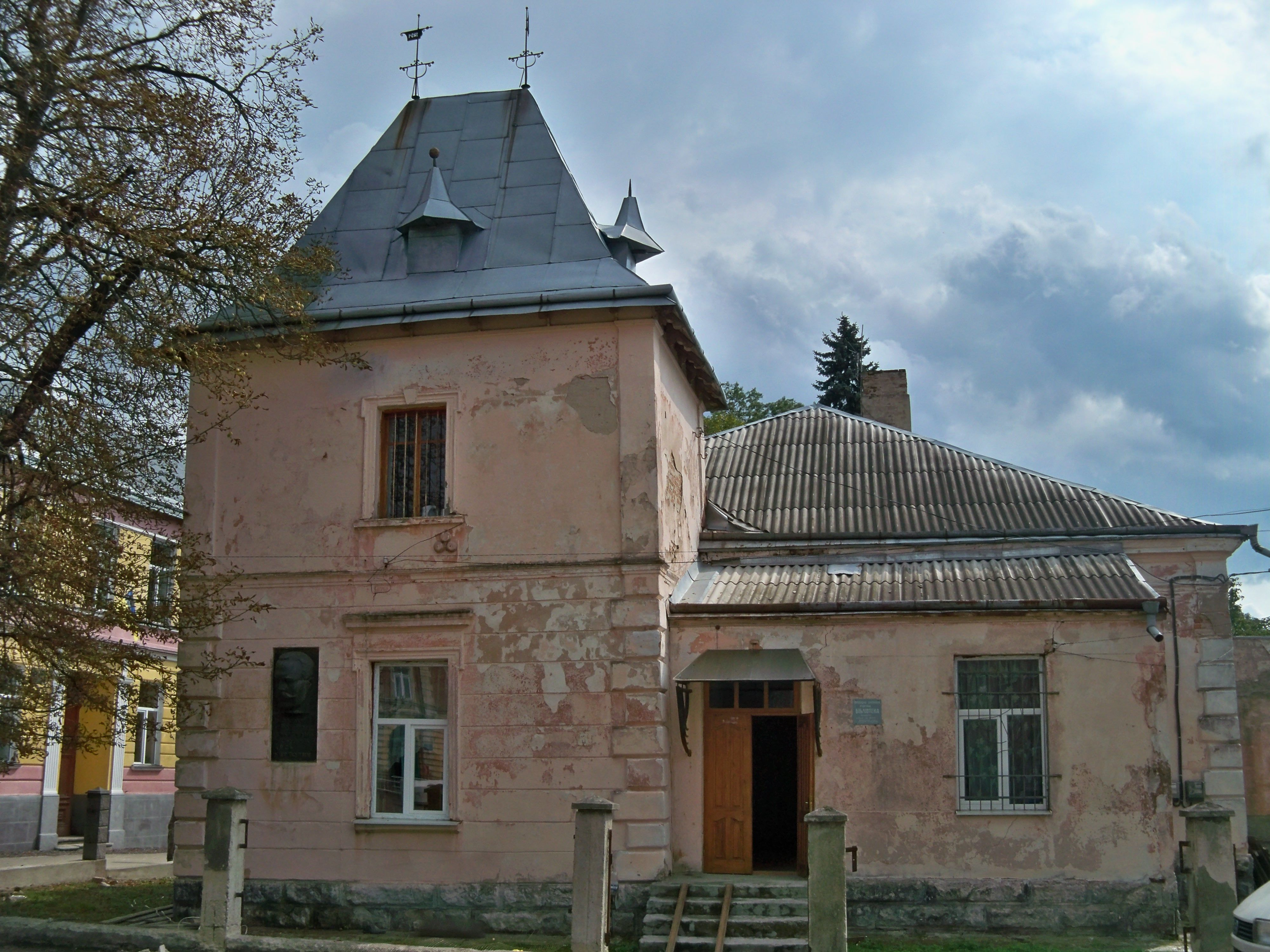
Будинок де жив і творив письменник (зараз Центральна бібліотека ЦБС) в Городку
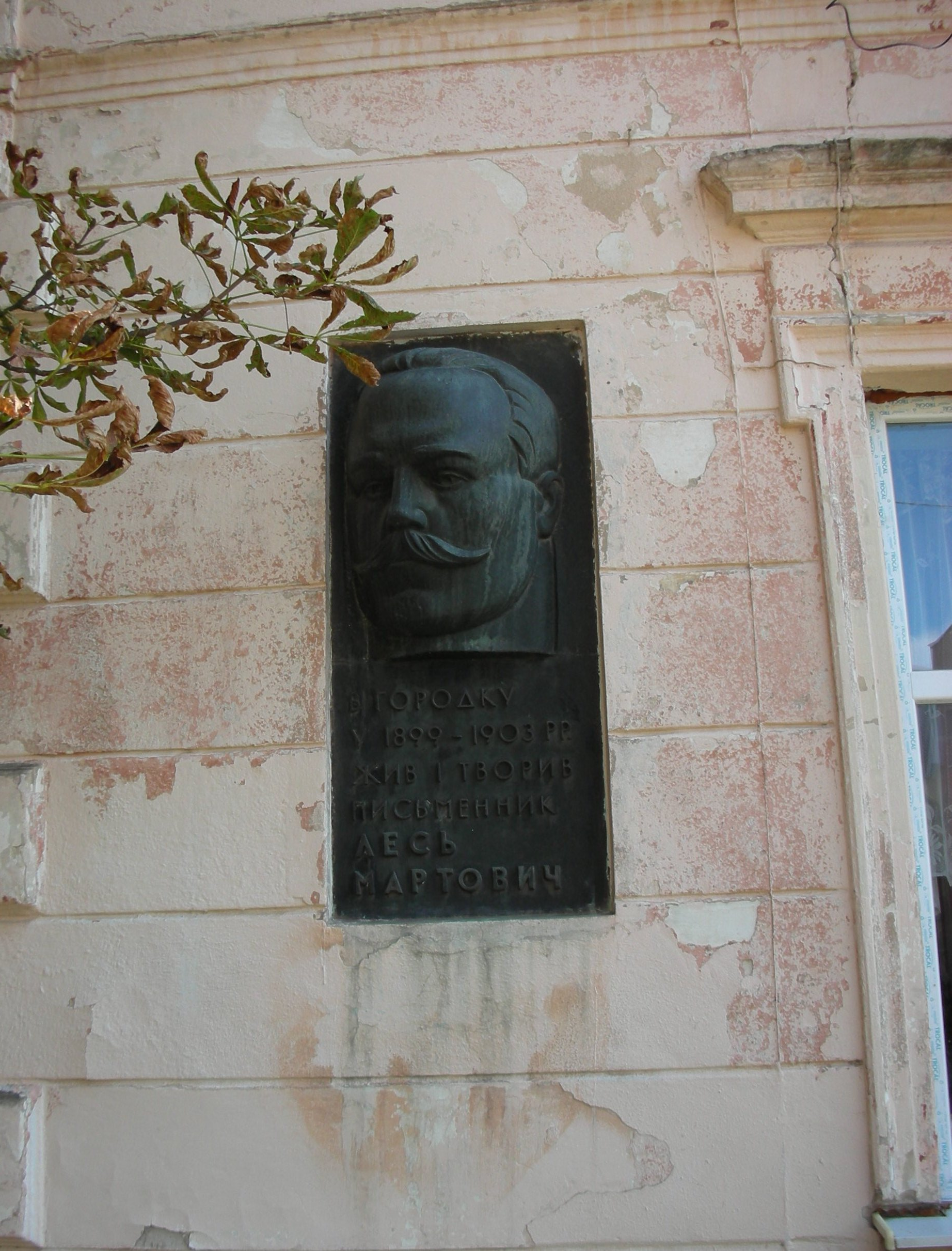
Меморіальна дошка на будинку Мартовича у Городку
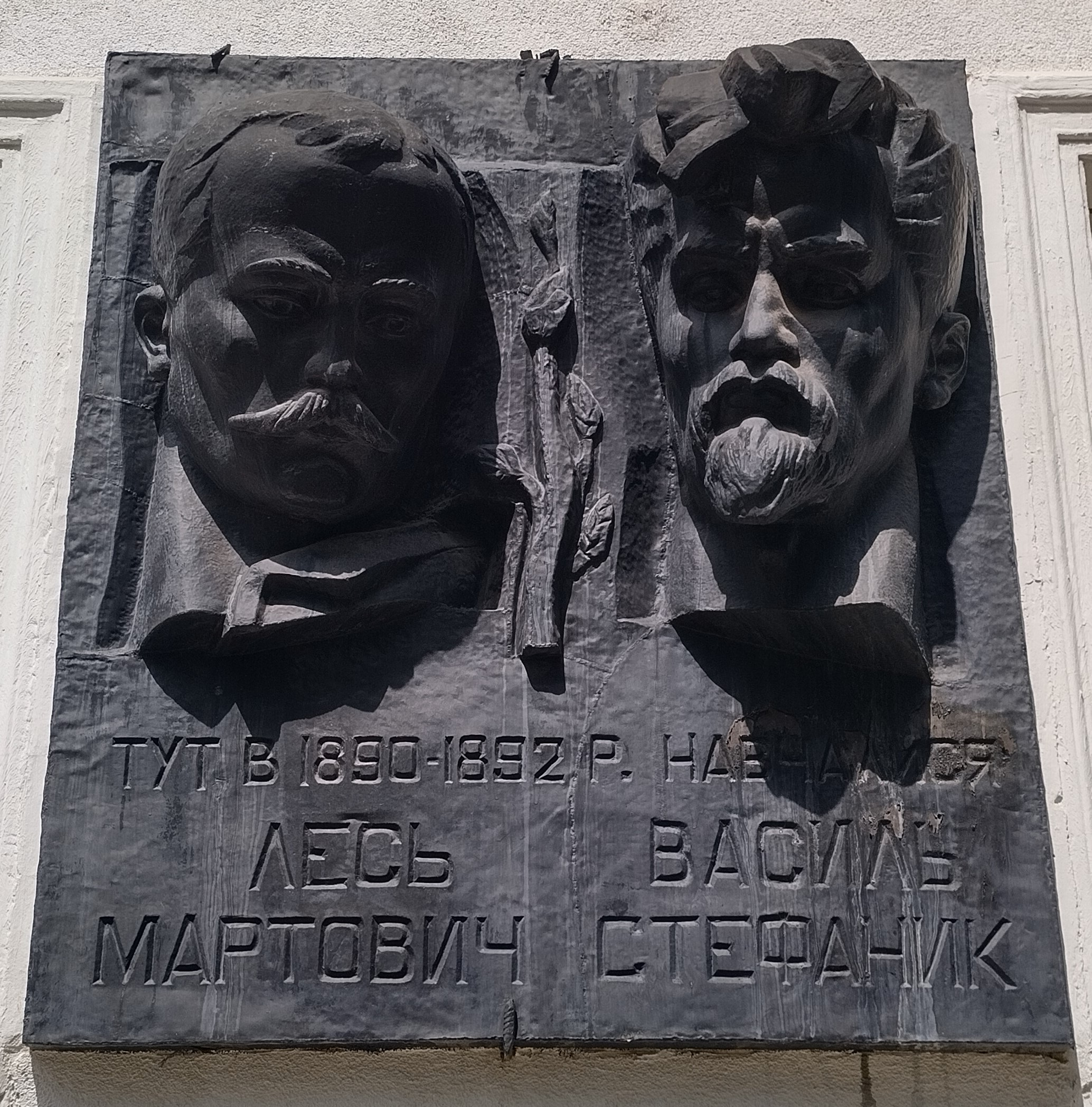
Меморіальна дошка Василеві Стефанику та Лесю Мартовичу на фасаді головного корпусу Дрогобицького державного педагогічного університету